# Federico Fazio
Federico Julián Fazio (Buenos Aires, 17 marzo 1987) è un ex calciatore argentino, di ruolo difensore.

## Biografia
Di origini italiane, suo nonno paterno è di Erice, in Sicilia, mentre suo nonno materno è di Lentiscosa, frazione di Camerota, in Campania. Nel settembre 2018 ha ottenuto la cittadinanza onoraria del comune di Camerota.

## Carriera

### Club

#### Giovanili
Inizia giovanissimo nel Ferro Carril Oeste in Primera B Nacional argentina con cui ottiene quarantotto presenze e tre gol in campionato.

#### Siviglia e Tottenham
Si trasferisce il 25 gennaio 2007 al Sevilla Atlético, la squadra B del Siviglia. Nell'estate del 2007 passa in prima squadra, rimanendoci per sette anni. Nel corso degli anni in Spagna indossa anche la fascia di capitano (stagione 2013-2014, in assenza di Ivan Rakitić) e vince una Coppa di Spagna (2009-2010), una Supercoppa di Spagna (2007) e due Europa League (2013-2014 e quella durante il ritorno nel club nel 2016).
Il 27 agosto 2014 si trasferisce definitivamente al Tottenham per 10 milioni di euro. Debutta in campionato il 18 ottobre seguente in una gara contro il Manchester City, dove verrà espulso per via di un fallo da ultimo uomo ai danni di Sergio Agüero. Poco meno di un mese dopo, in una gara di Europa League contro l'Asteras Tripolīs, subirà un altro cartellino rosso per un fallo su Jerónimo Barrales. Conclude la sua esperienza inglese totalizzando 31 presenze.
Il 1º febbraio 2016 ritorna al Siviglia, in prestito per sei mesi. Torna a vestire la maglia rojiblanca poco dopo, in una gara contro il Celta Vigo, dove il difensore argentino si farà espellere per una doppia ammonizione maturata nell'arco di 24 minuti.

#### Roma
Il 3 agosto 2016 si trasferisce alla Roma in prestito oneroso per 1,2 milioni di euro valido per un anno con diritto di riscatto fissato fino a un massimo di 3,2 milioni di euro. Esordisce in maglia giallorossa il 17 agosto 2016 nel match valido per i playoff di Champions League, in trasferta contro il Porto (1-1), subentrando a Salah nel secondo tempo. Il 20 agosto seguente invece fa il suo esordio in Serie A nella gara Roma-Udinese (4-0), sempre da subentrato, questa volta al posto di Manolas. Presenza dopo presenza diviene un titolare della Roma, anche se all'inizio era dietro a tutti nelle gerarchie al centro della difesa, guadagnandosi anche l'appellativo Comandante per la leadership e la tranquillità con cui guida il reparto. Il 29 settembre 2016 segna il suo primo gol per la Roma contro l'Astra Giurgiu nella fase a gironi di Europa League. A dicembre, raggiunte le presenze utili per il riscatto, viene riscattato dalla Roma a fronte di 3,2 milioni di euro. Il 7 febbraio 2017 nella vittoria per 4-0 contro la Fiorentina realizza (di testa) il suo primo gol in Serie A.
Nella stagione seguente, fresco del rinnovo contrattuale, Fazio rimane un titolare anche con Eusebio Di Francesco, formando con Manolas la coppia di difensori titolare nella formazione giallorossa. Nel secondo anno sotto la guida di Di Francesco, il rendimento del centrale argentino risulta tuttavia in vertiginoso calo, con numerosi errori compiuti in fase difensiva, nonostante una buona media realizzativa. Il 29 settembre 2018 disputa la sua centesima gara con i giallorossi, siglando anche il gol del 3-1 definitivo contro i rivali della Lazio. Subentrato Ranieri all'allenatore abruzzese, Fazio ritrova fiducia e torna a disputare buone prestazioni.
Nella stagione 2019-2020 (aperta con un rinnovo sino al 2021) con Fonseca allenatore diviene prima una riserva e poi nella stagione successiva verrà utilizzato principalmente in Europa League finendo ai margini della rosa. Sul finale di stagione, complici le molti partite disputate dalla squadra anche in Europa, trova un po' di spazio in campionato, trovando pure il gol nella sconfitta per 3-2 contro il Cagliari del 25 aprile 2021.
Nella stagione 2021-22 viene messo fuori rosa con gli esuberi dal nuovo allenatore José Mourinho.

#### Salernitana
Dopo aver rescisso il contratto con la Roma, il 29 gennaio 2022 firma un contratto fino al 30 giugno 2024 con la Salernitana. Fa il suo esordio con i campani il 7 febbraio 2022, nel pareggio 2-2 con lo Spezia.. Il 16 aprile segna la prima rete con i campani, aprendo le marcature nel successo per 2-1 in casa della Sampdoria. Termina i suoi primi 6 mesi in granata totalizzando 16 presenze, riuscendo ad ottenere la tanto sperata salvezza all'ultima giornata in seguito al pareggio del Cagliari in casa del Venezia.
Inizia l'annata 2022-2023 giocando da titolare la gara contro la Roma, persa in casa per 0-1. Il successivo 11 settembre, durante i minuti finali della gara contro la Juventus, viene espulso per proteste assieme a Juan Cuadrado e al tecnico bianconero Massimiliano Allegri. Poco dopo, il giocatore sarà vittima di una lieve distorsione alla caviglia, che finirà per tenerlo fuori dai giochi per un mese. Torna in campo nel successo casalingo con lo Spezia mentre, nella seguente gara in casa della Lazio, mette a segno la sua prima rete stagionale. Complici gli svariati acciacchi fisici, termina la stagione totalizzando 15 presenze.
Il difensore argentino inizia stentando la stagione 2023-2024, disputando solamente tre gare sulle prime dieci iniziali. Mette a segno la sua prima rete stagionale il 22 dicembre 2023, in un pareggio casalingo contro il Milan. Tuttavia però, il giocatore si troverà a giocare un'annata molto difficile sotto tutti i punti di vista, con il club che, in seguito ad una sconfitta in casa del Frosinone (3-0), retrocederà aritmeticamente in Serie B con quattro turni d'anticipo. Il 23 maggio 2024 viene ricoverato d'urgenza presso l'Ospedale San Giovanni di Dio e Ruggi d’Aragona di Salerno a causa di un improvviso attacco di appendicite, che lo porterà ad un immediato intervento chirurgico. Termina di fatto la stagione mettendo a referto 18 presenze.
Il 30 giugno seguente, data la scadenza naturale del proprio contratto, lascia la squadra.

### Nazionale
Dopo la vittoria al Mondiale Under-20 del 2007 in Canada, è stato convocato anche nella nazionale maggiore nel giugno 2011 nelle partite amichevoli contro Nigeria e Polonia. Nel novembre 2014 viene convocato dopo oltre tre anni. Dopo aver manifestato la sua disponibilità a vestire anche la maglia della nazionale italiana, nel 2017, grazie alle prestazioni a Roma, torna in pianta stabile nella rosa argentina.

## Statistiche

### Presenze e reti nei club
Statistiche aggiornate al 20 maggio 2024.
| Stagione                 | Squadra                  | Campionato               | Campionato | Campionato | Coppe nazionali | Coppe nazionali | Coppe nazionali | Coppe continentali | Coppe continentali | Coppe continentali | Altre coppe | Altre coppe | Altre coppe | Totale | Totale |
| Stagione                 | Squadra                  | Comp                     | Pres       | Reti       | Comp            | Pres            | Reti            | Comp               | Pres               | Reti               | Comp        | Pres        | Reti        | Pres   | Reti   |
| ------------------------ | ------------------------ | ------------------------ | ---------- | ---------- | --------------- | --------------- | --------------- | ------------------ | ------------------ | ------------------ | ----------- | ----------- | ----------- | ------ | ------ |
| 2005-2006                | Ferro Carril             | PBN                      | 31         | 3          | -               | -               | -               | -                  | -                  | -                  | -           | -           | -           | 31     | 3      |
| 2006-gen. 2007           | Ferro Carril             | PBN                      | 17         | 0          | -               | -               | -               | -                  | -                  | -                  | -           | -           | -           | 17     | 0      |
| Totale Ferro Carril      | Totale Ferro Carril      | Totale Ferro Carril      | 48         | 3          |                 | -               | -               |                    | -                  | -                  |             |             |             | 48     | 3      |
| gen.-giu. 2007           | Siviglia Atlético        | SD                       | 15         | 2          | -               | -               | -               | -                  | -                  | -                  | -           | -           | -           | 15     | 2      |
| 2007-2008                | Siviglia Atlético        | SD                       | 5          | 0          | -               | -               | -               | -                  | -                  | -                  | -           | -           | -           | 5      | 0      |
| Totale Siviglia Atlético | Totale Siviglia Atlético | Totale Siviglia Atlético | 20         | 2          |                 | -               | -               |                    | -                  | -                  |             | -           | -           | 20     | 2      |
| 2007-2008                | Siviglia                 | PD                       | 22         | 3          | CR              | 2               | 1               | UCL                | 4                  | 0                  | SS+SU       | 1+0         | 0           | 29     | 4      |
| 2008-2009                | Siviglia                 | PD                       | 16         | 0          | CR              | 3               | 0               | CU                 | 3                  | 0                  | -           | -           | -           | 22     | 0      |
| 2009-2010                | Siviglia                 | PD                       | 10         | 1          | CR              | 1               | 0               | UCL                | 2                  | 0                  | -           | -           | -           | 13     | 1      |
| 2010-2011                | Siviglia                 | PD                       | 19         | 1          | CR              | 0               | 0               | UCL+UEL            | 2+3                | 0+0                | SS          | 1           | 0           | 25     | 1      |
| 2011-2012                | Siviglia                 | PD                       | 28         | 1          | CR              | 3               | 0               | UEL                | 2                  | 0                  | -           | -           | -           | 33     | 1      |
| 2012-2013                | Siviglia                 | PD                       | 26         | 3          | CR              | 7               | 1               | -                  | -                  | -                  | -           | -           | -           | 33     | 4      |
| 2013-2014                | Siviglia                 | PD                       | 27         | 2          | CR              | 1               | 0               | UEL                | 13                 | 1                  | -           | -           | -           | 41     | 3      |
| ago. 2014                | Siviglia                 | PD                       | 0          | 0          | CR              | 0               | 0               | UEL                | 0                  | 0                  | SU          | 1           | 0           | 1      | 0      |
| 2014-2015                | Tottenham                | PL                       | 20         | 0          | FACup+CdL       | 2+3             | 0               | UEL                | 6                  | 0                  | -           | -           | -           | 31     | 0      |
| 2015-gen. 2016           | Tottenham                | PL                       | 0          | 0          | FACup+CdL       | 0+1             | 0               | UEL                | 0                  | 0                  | -           | -           | -           | 1      | 0      |
| Totale Tottenham         | Totale Tottenham         | Totale Tottenham         | 20         | 0          |                 | 6               | 0               |                    | 6                  | 0                  |             | -           | -           | 32     | 0      |
| gen.-giu. 2016           | Siviglia                 | PD                       | 4          | 0          | CR              | 0               | 0               | UCL+UEL            | 0+2                | 0                  | SS          | 0           | 0           | 6      | 0      |
| Totale Siviglia          | Totale Siviglia          | Totale Siviglia          | 152        | 11         |                 | 17              | 2               |                    | 31                 | 1                  |             | 3           | 0           | 203    | 14     |
| 2016-2017                | Roma                     | A                        | 37         | 2          | CI              | 2               | 0               | UCL+UEL            | 1+8                | 0+2                | -           | -           | -           | 48     | 4      |
| 2017-2018                | Roma                     | A                        | 34         | 2          | CI              | 0               | 0               | UCL                | 11                 | 0                  | -           | -           | -           | 45     | 2      |
| 2018-2019                | Roma                     | A                        | 34         | 5          | CI              | 2               | 0               | UCL                | 6                  | 0                  | -           | -           | -           | 42     | 5      |
| 2019-2020                | Roma                     | A                        | 16         | 1          | CI              | 0               | 0               | UEL                | 7                  | 1                  | -           | -           | -           | 23     | 2      |
| 2020-2021                | Roma                     | A                        | 6          | 1          | CI              | 0               | 0               | UEL                | 5                  | 0                  | -           | -           | -           | 11     | 1      |
| 2021-gen. 2022           | Roma                     | A                        | 0          | 0          | CI              | 0               | 0               | UECL               | 0                  | 0                  | -           | -           | -           | 0      | 0      |
| Totale Roma              | Totale Roma              | Totale Roma              | 127        | 11         |                 | 4               | 0               |                    | 38                 | 3                  |             | -           | -           | 169    | 14     |
| gen.-giu. 2022           | Salernitana              | A                        | 16         | 1          | CI              | 0               | 0               | -                  | -                  | -                  | -           | -           | -           | 16     | 1      |
| 2022-2023                | Salernitana              | A                        | 14         | 1          | CI              | 1               | 0               | -                  | -                  | -                  | -           | -           | -           | 15     | 1      |
| 2023-2024                | Salernitana              | A                        | 17         | 1          | CI              | 1               | 0               | -                  | -                  | -                  | -           | -           | -           | 18     | 1      |
| Totale Salernitana       | Totale Salernitana       | Totale Salernitana       | 47         | 3          |                 | 2               | 0               |                    | -                  | -                  |             | -           | -           | 49     | 3      |
| Totale carriera          | Totale carriera          | Totale carriera          | 414        | 29         |                 | 29              | 2               |                    | 75                 | 4                  |             | 3           | 0           | 521    | 35     |

### Cronologia presenze e reti in nazionale
| Cronologia completa delle presenze e delle reti in nazionale ― Argentina | Cronologia completa delle presenze e delle reti in nazionale ― Argentina | Cronologia completa delle presenze e delle reti in nazionale ― Argentina | Cronologia completa delle presenze e delle reti in nazionale ― Argentina | Cronologia completa delle presenze e delle reti in nazionale ― Argentina | Cronologia completa delle presenze e delle reti in nazionale ― Argentina | Cronologia completa delle presenze e delle reti in nazionale ― Argentina | Cronologia completa delle presenze e delle reti in nazionale ― Argentina |
| Data                                                                     | Città                                                                    | In casa                                                                  | Risultato                                                                | Ospiti                                                                   | Competizione                                                             | Reti                                                                     | Note                                                                     |
| ------------------------------------------------------------------------ | ------------------------------------------------------------------------ | ------------------------------------------------------------------------ | ------------------------------------------------------------------------ | ------------------------------------------------------------------------ | ------------------------------------------------------------------------ | ------------------------------------------------------------------------ | ------------------------------------------------------------------------ |
| 1-6-2011                                                                 | Abuja                                                                    | Nigeria                                                                  | 4 – 1                                                                    | Argentina                                                                | Amichevole                                                               | -                                                                        | 25’                                                                      |
| 5-6-2011                                                                 | Varsavia                                                                 | Polonia                                                                  | 2 – 1                                                                    | Argentina                                                                | Amichevole                                                               | -                                                                        | 46’                                                                      |
| 12-11-2014                                                               | Londra                                                                   | Argentina                                                                | 2 – 1                                                                    | Croazia                                                                  | Amichevole                                                               | -                                                                        |                                                                          |
| 13-6-2017                                                                | Singapore                                                                | Singapore                                                                | 0 – 6                                                                    | Argentina                                                                | Amichevole                                                               | 1                                                                        |                                                                          |
| 1-9-2017                                                                 | Montevideo                                                               | Uruguay                                                                  | 0 – 0                                                                    | Argentina                                                                | Qual. Mondiali 2018                                                      | -                                                                        |                                                                          |
| 6-9-2017                                                                 | Buenos Aires                                                             | Argentina                                                                | 1 – 1                                                                    | Venezuela                                                                | Qual. Mondiali 2018                                                      | -                                                                        |                                                                          |
| 11-10-2017                                                               | Quito                                                                    | Ecuador                                                                  | 1 – 3                                                                    | Argentina                                                                | Qual. Mondiali 2018                                                      | -                                                                        | 90’                                                                      |
| 23-3-2018                                                                | Manchester                                                               | Argentina                                                                | 2 – 0                                                                    | Italia                                                                   | Amichevole                                                               | -                                                                        |                                                                          |
| 29-5-2018                                                                | Buenos Aires                                                             | Argentina                                                                | 4 – 0                                                                    | Haiti                                                                    | Amichevole                                                               | -                                                                        | 46’                                                                      |
| 30-6-2018                                                                | Kazan'                                                                   | Francia                                                                  | 4 – 3                                                                    | Argentina                                                                | Mondiali 2018 - Ottavi di finale                                         | -                                                                        | 46’                                                                      |
| Totale                                                                   |                                                                          | Presenze                                                                 | 10                                                                       |                                                                          | Reti                                                                     | 1                                                                        |                                                                          |

## Palmarès

### Club

#### Competizioni nazionali
- Supercoppa di Spagna: 1

Siviglia: 2007
- Coppa di Spagna: 1

Siviglia: 2009-2010

#### Competizioni internazionali
- UEFA Europa League: 2

Siviglia: 2013-2014, 2015-2016

### Nazionale
- Campionato mondiale Under-20: 1

2007
- Oro olimpico: 1

Pechino 2008